# Katedra Wniebowzięcia Najświętszej Maryi Panny w Middlesbrough
Katedra w Middlesbrough (ang. Cathedral Church of St Mary the Virgin) – katedra rzymskokatolicka w Middlesbrough. Główna świątynia diecezji Middlesbrough. Mieści się przy Dalby Way.
Budowa świątyni rozpoczęła się w 1985, zakończyła się w 1987, konsekrowana w 1987. Projektantem świątyni był Frank Swainston. Katedra posiada jedną wieżę.